# Mira Spinosa
I Mira Spinosa (in seguito Miraspinosa) sono stati un duo musicale italiano di Musica elettronica, formato da Filippo d'Este e Mirka Valente, in attività dal 1996 al 2003.

## Storia
Nel 1996 partecipano alla colonna sonora del film Escoriandoli di Antonio Rezza e Flavia Mastrella.
L'anno successivo viene pubblicato il loro primo disco ufficiale Aghàr Piàr Milegha, prodotto dal Consorzio Produttori Indipendenti.

## Discografia

### Album studio
- 1997 - Aghàr Piàr Milegha
- 2000 - Duel
- 2003 - E-Motion

### Singoli
- 1997 - Fa male/Metal Sun
- 2001 - Waves on the Floor (feat. Dr. Nuke)

### Compilation
- 1996 - Matrilineare (Consorzio Produttori Indipendenti)
- 1998 - The Different You, Robert Wyatt e noi (Consorzio Produttori Indipendenti) presenti con il brano "Memories"
- 2001 - Triple Room (Special Doxa) brano "Not afraid"